# EHow
eHow es un sitio web cuyo objetivo es brindar respuestas y guía de cómo solucionar problemas a diversas  áreas como la salud, estilo, finanzas, etc. Cualquier usuario registrado puede realizar comentarios y respuestas, mientras que los empleados pueden crear, editar y eliminar artículos.
Fue creado en 1999 y adquirido por Demand Media en el 2006. eHow en sus inicios solo era una guía de instrucciones paso a paso; un año después de la adquisición  se implementaron vídeos y en 2009 se publicó su primera versión para móviles.